# Zhang Weijuan
Zhang Weijuan (张伟娟S, Zhāng WěijuānP; Lingyuan, 2 gennaio 1971) è un'ex cestista cinese.

## Carriera
Con la Cina ha disputato i Campionati mondiali del 1994.